# عبد المنعم أحمد صالح
الدكتور عبد المنعم أحمد صالح التكريتي، ولد في بغداد عام 1943،  هو باحث في اللغة والآداب، وهو آخر من شغل منصب وزير الأوقاف والشؤون الدينية في العراق، شغل المنصب للفترة منذ 5 أيلول 1993 حتى احتلال العراق عام 2003.
عميد كلية العلوم الإسلامية في جامعة بغداد قبيل تسنمه منصب وزير الاوقاف

## تعليمه
تخرج في دار المعلمين الابتدائية، وحصل على البكالوريوس من كلية الآداب في الجامعة المستنصرية، ثم حصل على الماجستير والدكتوراه من كلية الآداب في جامعة بغداد.
عمل مدرسا في قسم اللغة العربية في كلية الاداب في جامعة السليمانية، كما شغل منصب عميد كلية العلوم الإسلامية في جامعة بغداد، شغل مناصب مختلفة مثل الأمين العام المساعد لمنظمة المؤتمر الإسلامي ووزير الأوقاف والشؤون الدينية.

## مؤلفاته
- تحقيق ديوان الحماسة لأبي تمام.[5]
- قراءة عروضية في المعلقات العشر[6]
- العروض التطبيقي الميسر[7]
- تعليمات الحج[8]
- الحملة الايمانية الوطنية الكبرى: مسيرة الايمان والجهاد[9]
- دراسة وتحقيق كتاب "الرد على الزجّاج في مسائل أخذها على ثعلب، صنعة: أبي منصور الجواليقي. مع صبيح محمود الشاتي[10]
- قراءة عروضية في المعلقات العشر.[11][12]
- ابن الشجري ومنهجه في النحو.[2][13]
- أبو منصور الجواليقي وآثاره في اللغة.[14][15]